# Прогресул Спартак
АФК „Прогресул Спартак 1944 Букурещ (на румънски: Asociația Fotbal Club Progresul Spartac 1944 București), известен още като Прогресул Спартак Букурещ или просто Прогресул Спартак, е футболен клуб от Букурещ, столицата на Румъния. Основан през 2014 година. Състезава се в Румънската лига III.

## История
Основан на 16 юни 2014 г. от крило на бившия клуб ФК „Прогресул“ (Букурещ). Прогресул Спартак не претендира за логото или унаследяването на стария клуб, въпреки факта, че използва някои елементи от оригиналния (тъмно и светлосини цветове на екипа и яворовия лист). ВЪпреки всичко те наричат себе си „пряк потомък на Прогресул Букурещ“ и целта им е „да възродят духа на Прогресул от Котроцени“.
През 2016 г., две години след основаването си, отборът печели Лига IV – Букурещ и се класира за плейофа за промоция, където играе срещу „Войнца“ Креведия, шампиони на окръг Илфов. След първия мач, изигран в Букурещ, Румънската футболна федерация присъжда служебна победа на „Войнца“, защото „Прогресул Спартак“ нямат лекар на мача. Седмица по-късно, във втория мач, игран този път в Креведия, „Прогресул Спартак“ разгромява с 6:2 и печели промоция в Лига III.
В първия си сезон в Лига III „прогресивните“ започват супер изненадващо, където разгромяват „Фарул“ Констанца със 7:0. В края на сезона обаче „Прогресул Спартак“ завършва на 2-ро място. През 2018/19 играят срещу „Университатя“ Клуж в 1/32 финалите за Купата на Румъния, а сезона завършват на 3-то място.

## Отличия
- Румънска лига III:
  -  Второ място (1): 2017/18
  -  Трето място (1): 2018/19
- Румънска лига IV-Букурещ:
  -  Шампион (1): 2016/17
- Румънска лига V-Букурещ:
  -  Шампион (1): 2015/16
- Купа на Румъния:
  - 1/32 финалист (1): 2018/19